# Żeglarstwo na Letnich Igrzyskach Olimpijskich 1908
Wyniki zawodów w żeglarstwie rozegranych podczas Letnich IO w Londynie w 1908 r.:

## Klasa 6 metrów
| Lp. | Team   | Medal |
| --- | ------ | ----- |
| 1   | Dormy  |       |
| 2   | Zut    |       |
| 3   | Guyoni |       |

## Klasa 7 metrów
| Lp. | Team            | Medal |
| --- | --------------- | ----- |
| 1   | Heroine         |       |
| 2   | Nie przyznawano |       |
| 3   | Nie przyznawano |       |

## Klasa 8 metrów
| Lp. | Team   | Medal |
| --- | ------ | ----- |
| 1   | Cobweb |       |
| 2   | Vinga  |       |
| 3   | Sorais |       |

## Klasa 12 metrów
| Lp. | Team            | Medal |
| --- | --------------- | ----- |
| 1   | Hera            |       |
| 2   | Mouchette       |       |
| 3   | Nie przyznawano |       |